# 9 variations sur une marche de Dressler
Les Variations pour clavier sur une marche de Ernst Christoph Dressler WoO 63 de Ludwig van Beethoven ont été composées en 1782 et publiées par Johann Michael Götz, éditeur à Mannheim en 1783, avec une page de garde en français, sous le titre Variations pour le Clavecin sur une Marche de M. Dressler composées… par un jeune amateur, Louis van Beethoven, âgé de dix ans. L'œuvre est dédiée à la comtesse Wolff-Metternich et c'est la première publiée par Beethoven alors âgé de douze ans.

## Élève de Neefe
À cette époque, Christian Gottlob Neefe, qui est le professeur de musique de Beethoven depuis 1780, pense qu'il est temps pour son élève d'affronter le public en publiant ses premières œuvres. Il fait publier dans le Magazin der Musik de Carl Friedrich Cramer la publicité suivante :

« Louis van Beethoven, fils du ténoriste ci-dessus nommé, jeune garçon de 11 ans, doué des plus rares dispositions. Il joue du piano-forte avec un talent remarquable ; il déchiffre fort bien, et en un mot il joue couramment le Clavecin bien tempéré de Sébastien Bach, ouvrage auquel l'a initié M. Neefe. Quiconque connaît cette collection de préludes et de fugues dans tous les tons, œuvre de la plus haute difficulté, peut juger du degré de science qu'il faut avoir pour la jouer. M. Neefe l'a aussi poussé dans l'étude sérieuse du contrepoint, autant que ses occupations le lui ont permis. Maintenant il l'exerce à la composition et, pour le stimuler, il lui a fait graver à Mannheim neuf variations pour clavier sur une marche de Dressler. Ce jeune génie mérite d'être soutenu et de pouvoir voyager. Il deviendra certainement un second Wolfgang-Amadeus Mozart, s'il continue comme il a commencé. »

— Chronique non signée, Magazin der Musik, 2 mars 1783

## Analyse musicale
Pour André Boucourechliev, « dès les premières œuvres de Beethoven, la Variation s'affirme comme une des formes les plus proches de son esprit, de sa nature. […] toute l'œuvre beethovénienne confirme une inclination pour cette forme d'invention. »
Dans ces Variations sur une marche de Dressler, Beethoven fait montre de l’originalité qui caractérise ses grandes séries de variations ultérieures. Tout en collant au schéma harmonique de départ et aux rythmes pointés de l’accompagnement du thème, il trouve des manières ingénieuses de varier les dessins de la voix aiguë. Le tempo du thème et les huit variations qui suivent sont marqués Maestoso, ce qui correspond bien aux rythmes et au caractère funèbre de la marche. La Variation 8 semble annoncer le mouvement final de la Sonate en ut mineur op. 13 (Pathétique). Assez frappante est la modulation de la variation finale, d’ut mineur à ut majeur, procédé que le compositeur allait utiliser par la suite dans d’autres œuvres en ut mineur, comme dans le finale de sa Cinquième Symphonie et dans sa dernière sonate pour piano op. 111. Le tempo de la variation finale est également modifié, passant à un vif Allegro. Avec ses gammes répétées liées à ut majeur, il fonctionne comme une coda — une affirmation triomphale du mode majeur.
Le musicologue Barry Cooper écrit : « Le jeune Beethoven de onze ans semble exposer ici son manifeste : la vie est une affaire sérieuse, la musique est un art noble et élevé qui mérite respect, et le mode mineur, dédaigné par les autres compositeurs dans les innombrables séries de variation auxquelles ils donnèrent le jour dans les années 1780, peut créer une émotion plus profonde que le mode majeur. Ut mineur devait presque devenir l'emblème de Beethoven […]. »
Beaucoup plus tard Beethoven écrira sur un exemplaire des trois sonates WoO 47 : « Ces sonates et les Variations de Dressler sont mes premières œuvres ».
Une seconde édition des variations, légèrement remaniée (probablement par Beethoven lui-même), est publiée en 1803.

## Discographie
- Susan Kagan, piano (Grand Piano GP615-16)
- Georg Friedrich Schenck, piano (Brilliant 93553/59)
- Mikhaïl Pletnev, piano (DG Complete Beethoven Edition Vol. 6)
- Ronald Brautigam, fortepiano (BIS BIS-SACD-1883)